# Tagaeri
Els tagaeri són un poble huaorani oriental que viu al Parc Nacional Yasuní, a la conca amazònica de l'Equador, anomenats (en huao terero) a causa d'un dels seus membres, Tagae. Les comunitats kichwa properes de vegades es refereixen a ells com a awashiri, o "gent de la terra alta". Viuen un estil de vida de caça i alimentació i s'han resistit al contacte exterior, convertint-los en un dels anomenats pobles no contactats del món. A més dels tagaeri, la zona és la llar dels seus parents, els taromenane, un altre grup huaorani oriental.

## Història
Tagae i els seus seguidors estaven entre les famílies huaroani que es van separar el 1968 després de negar-se a l'assentament missioner, i des de llavors han viscut en aïllament voluntari. El contacte amb altres huaorani s'ha mantingut a un nivell baix, però marcat per esclats de violència entre clans, per exemple, 1993 i 2003. A la dècada de 1990, els grups huaorani de l'est es van traslladar cap a l'oest, prop de la comunitat kichwa de Curaray, en part per escapar dels efectes de l'activitat d'exploració petroliera i tala i possiblement a causa de la reducció de les existències de caça. Els kichwa de Curaray, que els veuen de tant en tant però eviten interactuar amb ells, diuen que aquests són els tagaeri, que parlen una llengua com la del huaorani occidental.

## Contacte amb el món modern
Els intents de contacte de persones externes sovint han estat rebutjats amb violència, començant amb una sèrie d'atacs a l'assentament colonial de Coca com a represàlia per l'intent d'evangelització per part del SIL International. L'atac més recent d'aquest tipus va ser l'atac l'any 1987 als missioners Alejandro Labaka i Inés Arango. L'any 2003, una parella kichwa va ser atacada a la vora del riu Curaray, i els kichwa diuen que els autors van ser els tagaeri. Més recentment, el cos d'un talador de fusta furtiu de 37 anys, Luis Castellanos, va ser trobat el març de 2008 a la zona de Yasuni, amb nou ferro llances amb cap que li surten de l'estómac. Segons els funcionaris locals, es presumeix que els assassins van ser tagaeri o taromenani.

## Estatus
S'estima que potser només hi ha entre 20 i 30 tagaeri supervivents. Juntament amb els taromenane, formen els dos últims grups indígenes coneguts que viuen en aïllament voluntari a l'Equador. La possibilitat de malalties estranyes els suposa una amenaça greu. També es veuen amenaçats pels taladors il·legals de fustes tropicals, contrabandistes, colons i companyies petrolieres que es traslladen a la zona, amb perforacions cada cop més a prop de les seves terres. El 15 de febrer de 2008, les autoritats de l'Equador van acordar investigar els informes segons els quals cinc tribus pertanyents a les tribus Taromenane i Tagaeri havien estat assassinades per taladors il·legals.

## Conservació
Entre les entitats que intenten protegir els tagaeri i altres pobles amazònics de la zona inclouen el govern equatorià Iniciativa Yasuní-ITT, llançada pel president Rafael Correa el 2007. La Iniciativa Yasuní-ITT va acabar amb un fracàs el 2013.